# Ізвору (Винеторій-Міч, Джурджу)
Ізвору (рум. Izvoru) — село у повіті Джурджу в Румунії. Входить до складу комуни Винеторій-Міч.
Село розташоване на відстані 44 км на захід від Бухареста, 75 км на північний захід від Джурджу, 138 км на схід від Крайови, 127 км на південь від Брашова.

## Населення
За даними перепису населення 2002 року у селі проживали 913 осіб, усі — румуни. Усі жителі села рідною мовою назвали румунську.